# أبوفيان (أرارات)
مدينة أبوفيان (بالأرمينية:Աբովյան) (بالإنجليزية: Abovyan)‏ هي إحدى المدن التابعة لمقاطعة أرارات في أرمينيا. يقدر عدد سكانها بـ 1434 نسمة حسب الإحصاء الذي جرى عام 2011.